# صراعات المقاومة العراقية
صراعات المقاومة العراقية هي صراعات اشتعلت بين كبرى فصائل المقاومة العراقية أواخر عام 2006 وحتى أواخر 2008 بين الأجنحة السلفية في المقاومة ممثلة بدولة العراق الإسلامية المنبثقة من تنظيم القاعدة في بلاد الرافدين وأميرها أبو عمر البغدادي وبين أجنحة الإخوان المسلمين وعشائر الأنبار مثل الجيش الإسلامي في العراق وحماس العراق وجماعة أنصار السنة في العراق وكتائب ثورة العشرين وجيش الراشدين وجيش المجاهدين وبقية مجاميع الجبهة الإسلامية للمقاومة العراقية. ودارت رحى المواجهات في الأنبار وجانب الكرخ من بغداد. نجمت الصراعات عن تشكيل مجلس صحوة الأنبار ثم شيئا فشيئا تسببت في انهيار جهود مقاومة الاحتلال الأمريكي للعراق واضمحلال تأثير قوى المقاومة ثم فنائها، وفقدت دولة العراق الإسلامية الأراضي التي كانت تسيطر عليها وتأثرت هيمنتها بضربات الصحوات التي بلغ عدد رجالها 100000 رجل عام 2008 ويمولهم الجيش الأمريكي بـ 200 مليون دولار شهريا. وكان تأسيس الصحوات من بنات أفكار الجنرال ديفيد بتريوس قائد القوات الأمريكية في العراق الذي جيئ به بعد إقالة سلفه خصيصا لانتشال الجيش الأمريكي من المستنقع العراقي، ومبادرته بإنشاء الصحوات من باغراء زعماء العشائر بالمال حينا وبالجاه حين اخر من المبادرات التي أثبتت فعاليتها في إخماد المقاومة العراقية وضم الصحوات إلى العملية السياسية بعد أن قلبت عليها ظهر المجن حيث نزعت سلاحها بعد انتفاء الحاجة وعتقلت كثيرا من رجالها وقصفت بعض عناصرها بالطائرات. وكوفئ الجنرال ديفيد بتريوس لاحقا بتسلم قيادة قوات الإيساف.

## أسباب الصراعات
اندلعت الصراعات حسب رواية الفصائل الإخوانية والعشائرية بسبب أن الدولة الإسلامية أفرطت في استهداف المتطوعين في الجيش العراقي وكذلك المتطوعين في الشرطة العراقية وأججت العنف الطائفي في العراق واستحلالها دماء المتعاملين مع الحكومة العراقية، الأمر الذي دفع بن لادن إلى مناشدة الدولة الإسلامية بنبذ التعصب وتحكيم الشرع كما نبه الظواهري الدولة إلى ذات الأخطاء.
أما رواية الدولة الإسلامية فتذكر أن السبب هو خشية زعماء العشائر على مكانتهم في الدولة الإسلامية بعد أن قطعت خطوط التهريب التجارية حيث كانت الدولة الإسلامية تفرض نفوذا حقيقيا على الأنبار وحرمت من القوات الأمريكية من دخول مدن الأنبار لمدة عامين، وأن أجنحة المقاومة الإخوانية خانت العهد بعد قبولها التعاون مع الحكومة تحت مظلة هيئة علماء المسلمين العراقية الإخوانية. كما أن الأخبار المكذوبة والإرجاف الذي كان يبثه أعوان المد الإيراني في العراق وتهويلهم لما يحدث في الأنبار كان لها دور في تغييب الوعي بين الفصائل. كزعمهم أن الدولة الإسلامية تحرم السلطة بدعوى الاختلاط أو توزيع منشورات تهدد الفصائل التي لا تبايع أمير الدولة الإسلامية.انقسمت بعض عشائر الأنبار على نفسها حيث رفض محاربة الدولة الإسلامية عرفانا لما سبق من بذلها، فاضطر زعماء بعض العشائر ومنهم عبد الستار أبو ريشة على الاستعانة بالقسم الشيعي من العشيرة لمحاربة الدولة الإسلامية. وباتت الدولة الإسلامية في موقف عصيب حين أصبح أصدقاء الأمس أعداء اليوم فصارت الدولة الإسلامية تجابه فصائل المقاومة الأخرى، التي أبلت بلاء حسنا ذات يوم في محاربة الاحتلال الأمريكي، وعشائر الأنبار والقوات الأمريكية وقوات الحكومة العراقية.

## للاطلاع
تيار المقاومة العراقية وتيار المشروع الإيراني.. أين الفتنة؟